# Александровка (Мещовський район)
Александровка (рос. Александровка) — присілок в Мещовському районі Калузької області Російської Федерації.
Населення становить 3 особи. Входить до складу муніципального утворення Село Гаврики.

## Історія
Від 2004 року входить до складу муніципального утворення Село Гаврики.

## Населення
| 2002 | 2010 |
| ---- | ---- |
| 11   | ↘3   |